# Manu a manu
『manu a manu』（マヌ・ア・マヌ）は、日本の女性歌手で、音楽グループEvery Little Thingのボーカリスト・持田香織が2012年8月1日に発売した3枚目のソロ・アルバムである。

## 解説
ソロとしては3枚目のアルバム。CD+DVD、CDの2形態でリリース。
シングル「to」、「めぐみ/悲しいときも嬉しいときも」、「美しき麗しき日々」を含む全11曲収録。「to」はアルバム・バージョンで収録。2012年7月18日に配信された「ハピネス」は本作に収録されていない。
DVDには5月6日に東京都墨田区の隅田川テラス（言問橋〜吾妻橋間）で開催された『東京ホタル TOKYO HOTARU FESTIVAL 2012』でのライブ映像とシングル2曲のミュージック・ビデオのオフショット映像を収録。
期間限定封入特典は、ソロツアー『持田香織 Concert Tour 2012 〜manu a manu〜』CD特別予約チラシ（2012年9月30日生産分まで）。
mu-moショップのオリジナル特典は、本人直筆（印刷）メッセージカード。同時発売のEvery Little Thingのライブ映像作品『EVERY LITTLE THING 15th Anniversary Concert Tour 2011〜2012 "ORDINARY"』（DVD、Blu-ray Disc）との同時購入セットのオリジナル特典は、本人直筆（印刷）メッセージカード、スペシャル・ICステッカー、非売品B2告知ポスター。

## 収録曲

### Disc1: CD
| 全作詞: 持田香織（特記以外）、全作曲: 持田香織。 |                                                         |                      |            |                          |      |
| #                                                | タイトル                                                | 作詞                 | 作曲・編曲 | 編曲                     | 時間 |
| 1.                                               | 「manu a manu」                                         | 持田香織（特記以外） | 持田香織   |                          | 1:30 |
| 2.                                               | 「めぐみ」                                              | 持田香織（特記以外） | 持田香織   | ミト                     | 4:24 |
| 3.                                               | 「HAJIMARI」                                            | 持田香織（特記以外） | 持田香織   | 大橋好規                 | 4:09 |
| 4.                                               | 「美しき麗しき日々」                                    | 持田香織（特記以外） | 持田香織   | 中島ノブユキ             | 5:39 |
| 5.                                               | 「雨は徒然に」                                          | 持田香織（特記以外） | 持田香織   | 中島ノブユキ             | 3:42 |
| 6.                                               | 「やさしくなれたら」                                    | 持田香織（特記以外） | 持田香織   | おおはた雄一             | 4:07 |
| 7.                                               | 「tokyo hotaru」                                        | 持田香織（特記以外） | 持田香織   | 半野喜弘                 | 5:30 |
| 8.                                               | 「State of mind」(作詞: 持田香織・Gary Newby（英語詞）) | 持田香織（特記以外） | 持田香織   | 半野喜弘                 | 4:34 |
| 9.                                               | 「悲しいときも嬉しいときも」                            | 持田香織（特記以外） | 持田香織   | 宇崎竜童・オオヤユウスケ | 4:53 |
| 10.                                              | 「to -album version-」                                  | 持田香織（特記以外） | 持田香織   | おおはた雄一             | 4:02 |
| 11.                                              | 「夜明け」                                              | 持田香織（特記以外） | 持田香織   | オオヤユウスケ           | 5:21 |
| 合計時間:                                        | 合計時間:                                               | 合計時間:            | 47:51      |                          |      |

### Disc2: DVD
- 初回盤のみ

| #  | タイトル                   | 作詞 | 作曲・編曲 | 編曲         |
| -- | -------------------------- | ---- | ---------- | ------------ |
| 1. | 「Pocket」                 |      |            | 中島ノブユキ |
| 2. | 「見上げてごらん夜の星を」 |      |            | 中島ノブユキ |
| 3. | 「tokyo hotaru」           |      |            | 中島ノブユキ |

| #  | タイトル                             | 作詞 | 作曲・編曲 |
| -- | ------------------------------------ | ---- | ---------- |
| 4. | 「めぐみ」(出演：持田香織)           |      |            |
| 5. | 「美しき麗しき日々」(出演：持田香織) |      |            |

### 楽曲解説
1. manu a manu
インスト。
持田自身によるピアノ演奏[1]。
2. めぐみ
7thシングル
日本メナード化粧品「フェアルーセント 薬用ホワイター」CMソング
3. HAJIMARI
千葉銀行CMソング
4. 美しき麗しき日々
8thシングル
日本テレビ系ドラマ「クレオパトラな女たち」主題歌
5. 雨は徒然に
6. やさしくなれたら
7. tokyo hotaru
8thシングルのカップリング
表記はされていないが、ボーカルを新録音している。
「東京ホタル TOKYO HOTARU FESTIVAL 2012」テーマソング
8. State of mind
全編英語詞。
9. 悲しいときも嬉しいときも
7thシングル
サッポロビール「サッポロ ドラフトワン」CMソング
10. to -album version-
6thシングルのアレンジ
表記はされていないが、ボーカルを新録音している。
日本テレビ系「世界の果てまでイッテQ!」登山部応援歌
11. 夜明け
肝炎対策普及啓発事業「知って肝炎プロジェクト」キャンペーンソング

## 演奏
CD
- 持田香織
  - Vocal
  - Chorus (#2.3.9)
  - Piano (#1)
- ミト (クラムボン)：All Programmings, Guitar, Bass (#2)
- 末光篤：Piano (#2)
- 柏倉隆史 (the HIATUS)：Drums (#2)
- 大橋好規 (大橋トリオ)：Piano, Acoustic Guitar, Bass, All Programmings, Chorus (#3)
- 神谷洵平
  - Drums (#3.5.7)
  - Percussion (#3.5)
- 中島ノブユキ
  - All Programmings (#4.5)
  - Piano (#4.7)
  - Rhodes, Toy Piano (#5)
- 坂田学：Drums (#4)
- 鹿島達也：Bass (#4)
- 桜井芳樹：Guitar (#4)
- 徳永友美：Violin (#4.7)
- 柳原有弥：Violin (#4)
- 渡辺一雄：Viola (#4)
- 岩永知樹：Cello (#4.7)
- 庄司さとし：Oboe (#4)
- 田村玄一：Guitar (#5)
- 渡辺等：Bass (#5)
- 北村聡：Bandoneon (#5)
- おおはた雄一
  - Guitar (#6.10)
  - Percussion (#6)
  - Mandolin, Whistle (#10)
- 半野喜弘：Produce, All Programmings (#7.8)
- 村瀬“Chang-woo”弘晶：Percussion (#7)
- 亀田隆徳：Bass (#7.8)
- 高田漣：Guitar (#7)
- 真部裕：Violin (#7)
- 坂口弦太郎：Viola (#7)
- 土谷光：Acoustic Guitar (#8)
- 平家徹也：Alto Sax (#8)
- 大谷友介
  - Produce, Guitar, Bass, Chorus (#9.11)
  - All Programmings, Shaker, Bass Drum (#11)
- ベン・クラーク：Drums (#9)
- satoshi okamoto (sub-tle.)：Piano (#9)
- 伊賀航：Bass (#10)
- 芳垣安洋：Drums, Percussion (#10)
- 黒川紗恵子：Clarinet (#10)

DVD
- 中島ノブユキ：Piano, Arrangement
- おおはた雄一：Guitar
- 鹿島達也：Bass
- 神谷洵平：Drums
- 隅田川高校、白鷗高校：合唱